# Teinobasis sjupp
Teinobasis sjupp – gatunek ważki z rodziny łątkowatych (Coenagrionidae).